# أوليفييه كليمنت
أوليفييه كليمنت (بالفرنسية: Olivier Clément)‏ هو عالم عقيدة فرنسي، ولد في 17 نوفمبر 1921 في باريس في فرنسا، وتوفي بنفس المكان في 15 يناير 2009.